# Luz Casal
María Luz Casal Paz (Boimorto, 11 novembre 1958) è una cantante spagnola pop-rock.

## Biografia
Le sue maggiori hits degli anni ottanta sono Rufino di Elena Santonja, Voy a por ti, Loca, Un nuevo día brillará, versione in lingua spagnola di Duel au Soleil di Étienne Daho, e per la colonna sonora di Tacchi a spillo (film di Pedro Almodóvar) registró Un año de amor (cover in spagnolo di C'est irreparable di Nino Ferrer, anche noto in italiano come Un anno d'amore con l'esecuzione di Mina) e Piensa en mí (della cantante messicana, Chavela Vargas). Negli anni novanta ha cantato Besaré el suelo di Carlos Goñi e Negra sombra di Rosalía de Castro.
Nel 2002 ha vinto il Premio Goya per la miglior colonna sonora, assieme a Pablo Guerrero.
È stata operata a causa di un cancro al seno.
Il 17 maggio 2010 ha comunicato ai suoi fans nella sua pagina web di dover ritardar il tour di presentazione dell'album "La Pasión" per esser di nuovo operata per tumore al seno.
Nel 2015 partecipa all'album "Cosmonauta da appartamento" del cantautore italiano Joe Barbieri, duettando nel brano "Un Arrivederci In Cima Al Mondo".
Viene nominata marchesa dal re Felipe nel 2025.

## Discografia
- El ascensor (1980)
- Luz (1982)
- Los ojos del gato (1984)
- Luz III (1985)
- Quiéreme aunque te duela (1987)
- Luz V (1989)
- A contraluz (1991)
- Como la flor prometida (1995)
- Pequeños y grandes èxitos (1996)
- Un mar de confianza (2000)
- Con otra mirada (2002)
- Sencilla alegría (2005)
- Pequeños medianos y grandes éxitos (2006)
- Vida tóxica (2007)
- La pasión (2009)
- Un ramo de rosas (2011)
- Almas gemelas (Nov. 2013)